# Tordeuse du rosier
Notocelia cynosbatella
Espèce
La Tordeuse du rosier (Notocelia cynosbatella) est une espèce de lépidoptères (papillons) de la famille des Tortricidae. C'est un ravageur dont les chenilles se nourrissent principalement au détriment des rosiers sauvages ou cultivés.

## Description et écologie
L'envergure des ailes de l'imago varie de 16 à 22 mm, il ressemble à un excrément d'oiseau et il se distingue d'espèces voisines par la couleur jaune de ses palpes labiaux. Surtout nocturne, il vole d'avril à juillet selon la localisation. La chenille s'attaque aux boutons floraux et aux jeunes tiges de rosiers ainsi qu'à des végétaux de genres voisins.

## Distribution
Eurasiatique : Europe jusqu'à l'est de la Russie et aussi en Asie mineure, Iran, Kazakhstan, Chine et Mongolie.

## Synonymie
- Phalaena cynosbatella Linnaeus, 1758 protonyme
- Epiblema cynosbatella (Linnaeus, 1758)